# Guerre civile polonaise (1704-1706)
Grande guerre du Nord
La guerre civile polonaise est un conflit militaire qui a duré de 1704 à 1706, en parallèle d'un conflit européen plus vaste, la Grande Guerre du Nord. Elle gravite autour de la lutte pour le trône de Pologne qui oppose le roi Stanislas Ier, soutenu par la Confédération de Varsovie et la Suède, et la Confédération de Sandomir d'Auguste II le Fort, soutenue par la Russie. La guerre prend fin avec la victoire de Stanislas et le Traité d'Altranstädt de 1706, dans lequel Auguste II renonce à ses prétentions au trône de Pologne. Le triomphe de Stanislas est cependant de courte durée, car, en 1709, il est contraint de céder de nouveau le trône à Auguste II.

## Éléments contextuels
Au début de la Grande Guerre du Nord, Auguste le Fort était roi de Pologne, grand-duc de Lituanie et électeur de Saxe, ayant été élu sur le trône polonais en 1697. En 1699, il s'allie avec le tsar russe Pierre le Grand par le traité de Preobrajenskoïe et avec Frédéric IV de Danemark-Norvège par le traité de Dresde, et les rejoint dans la guerre contre l'Empire suédois, qui commence en 1700. Bientôt, cependant, leur alliance subit un certain nombre de défaites, et ce qui conduit à l'invasion de la Pologne (en) par Charles XII de Suède.

## Guerre civile

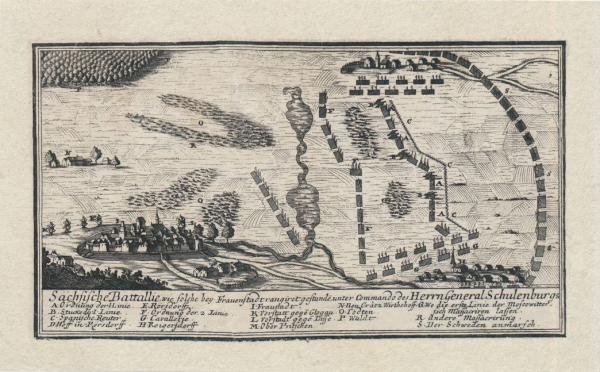
La bataille de Fraustadt en 1706.

Les succès suédois (en particulier la bataille de Kliszów ) ont conduit un nombre croissant de magnats polono-lituaniens à changer de camp, ce qui aboutit à la formation de la Confédération de Varsovie le 16 février 1704 et à l'élection du voïvode de Poznań, Stanisław Ier, soutenu par la Suède, comme nouveau roi de Pologne le 12 juillet 1704.     
Auguste le Fort bénéfice toujours du soutien d'une faction polonaise, la Confédération de Sandomir (formée le 20 mai 1704), et d'environ 75 % de l'armée polonaise. Auguste et ses partisans déclarent la guerre à la Suède et rejoignent la coalition russe anti-suédoise à Narva le 30 août 1704.   
En octobre 1703, Auguste doit abandonner Varsovie. Une armée russo-saxo-polono-lituanienne est alors rassemblée à Polotsk, une autre armée alliée est montée en Saxe, et une troisième force alliée commandée par le général Otto Arnold von Paykull (en) avance vers Varsovie, où séjournaient Charles XII et Stanisław. Les forces saxo-polono-lituaniennes de Paykull atteignent les faubourgs de Varsovie le 31 juillet 1705, où elles sont défaites. L'armée de Polotsk s'est vu refuser l'avancée vers l'ouest par les forces suédoises sous le commandement d'Adam Ludwig Lewenhaupt. Ainsi, Stanisław peut-il être couronné roi de Pologne à Varsovie le 4 octobre 1705, et peu après, lui et ses partisans concluent une alliance avec l'Empire suédois par du traité de Varsovie de novembre 1705.  
Auguste n’avait cependant pas encore dit son dernier mot. Au début 1706, il s'approche de Varsovie avec une force de cavalerie et ordonne à Johann Matthias von der Schulenburg de déplacer l'armée rassemblée en Saxe en Pologne-Lituanie. Schulenburg est toutefois intercepté et vaincu par Carl Gustav Rehnskiöld lors de la bataille de Fraustadt (Wschowa) le 13 février 1706. L'armée rassemblée à Polotsk avait été déplacée à Grodno où elle est tactiquement vaincue et forcée de se retirer (en) vers l'est à peu près au même moment. Charles XII occupe ensuite la Saxe, forçant Auguste à abandonner à la fois la couronne polonaise et ses alliés par le Traité d'Altranstädt du 13 octobre 1706.

## Conséquences
Le règne de Stanislas fut de courte durée ; en 1709, la victoire décisive des Russes à la bataille de Poltava ébranla sa position en Pologne. Peu de temps après la défaite suédoise, Stanislas Ier abandonna la Pologne et Auguste reprit sa position de roi de Pologne. La position d'Auguste est soutenue par les Russes, qui allaient assumer un rôle de plus en plus dominant dans la politique intérieure polonaise après ce conflit
.

## Dans la culture populaire
La guerre civile, ainsi qu'une guerre de Succession de Pologne ultérieure (1733-1738) au cours de laquelle Leszczyński défia le fils d'Auguste, fut immortalisée dans un dicton polonais Jedni do Sasa, drudzy do Lasa (littéralement « Certains vont à Sas, d'autres vont à Las » ; « Sas », signifiant « le Saxon », c'est-à-dire Auguste, et « Las », abréviation de « Leszczyński », le nom de famille de Stanisław), expression désignant un état de division, de désordre et d'anarchie. Une autre variante du dicton est Od Sasa do Lasa (littéralement « De Sas à Las »).